# Рафаэл, Нанду
На́нду Рафаэ́л (порт. Nando Rafael; 10 января 1984, Луанда, Ангола) — ангольский и немецкий футболист, нападающий клуба «Унион» (Нидеррад). Выступал за берлинскую «Герту», мёнхенгладбахскую «Боруссию», «Орхус», «Аугсбург», «Хэнань Констракшн» и молодёжную сборную Германии. Участник Кубка африканских наций 2012 года.
В составе мёнхенгладбахской «Боруссии» Рафаэл стал победителем второй Бундеслиги 2008 года.

## Биография
Нанду Рафаэл родился в столице Анголы Луанде в годы гражданской войны. Его родители погибли, и когда Рафаэлю было 8 лет его дядя забрал его с собой Нидерланды. В 1995 году Нанду попал в знаменитую школу амстердамского «Аякса». В сезоне 2001/02 Нанду в 23 матчах за резервный состав клуба забил 20 голов. Руководство «Аякса» предлагало футболисту 3-летний контракт, но так как у него не было паспорта, клуб не смог его заключить. В итоге Нанду получил ангольский паспорт, но правительство страны отказало ему в разрешении на работу, так как он попал в страну в качестве беженца. Из-за этого в середине 2002 года Нанду покинул Нидерланды и переехал в Германию, где подписал 4-летний контракт с берлинской «Гертой», которая заплатила за него 250 тысяч евро.

### Клубная карьера

#### «Герта» (Берлин)
Свой первый сезон в команде Рафаэл начал на скамейке запасных. 7 ноября 2002 года в матче второго раунда Кубка УЕФА с «АПОЭЛем», который завершился победой немецкого клуба со счётом 4:0, Нанду Рафаэл дебютировал в составе «Герты» выйдя на замену на 65-й минуте. Однако дебют молодого футболиста в Бундеслиге состоялся лишь 5 апреля 2003 года, когда «Герта» в гостях проиграла леверкузенскому «Байеру» со счётом 1:4. А уже спустя месяц в матче последнего тура с «Кайзерслаутерном» форвард забив два гола открыл счёт своим голам за новый клуб. Всего в своём первом сезоне Нанду сыграл в 6 матчах Бундеслиги и забил 2 гола. «Герта» в том сезоне заняла 5-е место и попала в розыгрыш Кубка УЕФА следующего сезона.
В начале следующего сезона главный тренер команды Хуб Стевенс на некоторое время сделал Нанду основным форвардом команды. Однако, молодой нападающий надежд тренера не оправдал и вскоре был отправлен на скамейку запасных. А свой первый гол в чемпионате он забил только в матче 13-го тура, причём вновь в ворота «Кайзерслаутерна», но в этот раз это не спасло его команду и матч был проигран со счётом 2:4. Из Кубка УЕФА «Герта» выбыла уже в первом раунде уступив польской «Дискоболии», а в чемпионате к 14-му туру команда занимала предпоследнее 17-е место. Из-за этого с поста главного тренера был уволен Хуб Стевенс, а его место занял Ханс Майер. Новый тренер не стал больше доверять нападающему и до конца сезона он появлялся в основном выходя на замены. В матче 17-го тура с «Кёльном» Рафаэл вышел на замену на 56-й минуте, но уже на 73-й получил красную карточку и был вынужден покинуть поле. За это удаление Немецкий футбольный союз дисквалифицировал нападающего на два матча. Всего в том сезоне Нанду Рафаэл забил 5 голов в 24 матчах Бундеслиги, а его команда заняла 12-е место и сохранила прописку в элитном дивизионе.
В межсезонье у клуба вновь сменился тренер, на этот раз главным в команде стал Фалько Гёц. Новый главный тренер сразу доверил место в основе Нанду. Но уже в матче 5-го тура чемпионата со «Штутгартом» Рафаэл заработал две жёлтые карточки к 43-й минуте матча и был вынужден покинуть поле. В начале 2005 года Нанду был одним из подозреваемых в договорных матчах. Президент «Герты» Бернд Шипхорст полностью отрицал вину своих игроков. Вскоре и сам футболист заявил о своей невиновности. В итоге суд не смог ничего доказать и обвинения с футболиста были сняты. За весь сезон Нанду забил 6 голов в 28 матчах, став вторым бомбардиром команды. «Герта» в том сезоне выступила сверхудачно и заняла 4-е место, которое позволило клубу вновь попасть в Кубок УЕФА.
В начале следующего сезона Нанду Рафаэл помог своему клубу пробиться в групповую стадию Кубка УЕФА. В начале сезона он постоянно выходил на поле, но к началу декабря у Нанду случился конфликт с Фалько Гёцем, которого не устраивала самоотдача форварда на тренировках. Конфликт привёл к тому, что в зимнее трансферное окно Рафаэл был вынужден покинуть клуб и перейти в мёнхенгладбахской «Боруссию», с которой он подписал контракт на три с половиной года.

#### «Боруссия» (Мёнхенгладбах)
В составе мёнхенгладбахского клуба Нанду, получивший 23-й номер, дебютировал 5 февраля 2006 года выйдя в стартовом составе в гостевом матче 19-го тура чемпионата с «Вольфсбургом», который завершился поражением «Боруссии» со счётом 0:2. Затем Рафаэл редко попадал в основной состав и на поле появлялся выходя на замену. Лишь 1 апреля он открыл счёт своим голам за новый клуб, забив сразу два гола в ворота дортмундской «Боруссии». Всего в своём первом сезоне в Мёнхенгладбахе Нанду Рафаэл забил 3 гола в 14 матчах, но «Боруссия» заняла лишь 10-е место, которое не позволило им попасть в еврокубки.
Следующий сезон начался для Нанду неудачно, он потерял доверие главного тренера и на некоторое время даже был переведён во второй состав, выступающий в региональной лиге «Север». Свой первый гол в сезоне он забил лишь 25 февраля 2007 года поразив ворота «Вердера» в матче 23-го тура Бундеслиги. В 25-м туре Нанду отметился «дублем» в ворота своего бывшего клуба «Герты», которые принесли «Боруссии» победу со счётом 3:1. Рафаэл в том сезоне отметился 3 голами в 19 матчах, а «Боруссия» заняв последнее место в таблице вылетела во вторую Бундеслигу.
В начале следующего сезона Нанду редко появлялся на поле, тем не менее, в первых 4 играх на его счету оказалось 3 забитых гола. Но в середине октября он получил травму колена, из-за который был вынужден пропустить целый месяц. Весь сезон оказался для Нанду скомканным из-за травм, в итоге он за сезон провёл всего 12 матчей, в которых забил 3 гола. Несмотря на это, «Боруссия» стала победителем второй Бундеслиги и заслужила право выступать в первой Бундеслиге. По окончании сезона Рафаэл принял решение покинуть Германию и подписал годовой контракт с датским клубом «Орхус», который заплатил за его переход примерно 500 тысяч долларов.

#### «Орхус»
В составе датского клуба Нанду дебютировал 17 августа 2008 года в матче с «Брондбю», и уже на 26-й минуте матча он забил свой первый гол в датской Суперлиге. 13 апреля 2009 года в матче 24-го тура с «Мидтъюлланном» Нанду получил травму и выбыл до конца сезона. Всего за первый сезон в Дании Рафаэл записал на свой счёт 5 голов в 17 матчах.
За первую половину следующего сезона Нанду забил ещё 5 голов в 16 матчах чемпионата, после чего в январе 2010 года клуб второй Бундеслиги «Аугсбург» взял его в аренду до конца сезона.

#### «Аугсбург»
Возвращение Нанду в немецкий футбол состоялось 24 января 2010 года в матче 19-го тура второй Бундеслиги с «Рот-Вайссом» из Оберхаузена, который завершился разгромной победой аугсбургцев со счётом 3:0. А уже 10 февраля в четвертьфинальном матче Кубка Германии с «Кёльном» Рафаэл забил свой первый гол за клуб, который позволил его команде победить со счётом 2:0 и выйти в полуфинал. Всего за половину сезона Нанду отличился 4 голами в 10 матчах. По окончании сезона Рафаэл остался в клубе и подписал контракт на два года.
В следующем сезоне Нанду стал основным игроком команды. 4 декабря в домашнем матче с «Энерги» Нанду Рафаэл забил свой первый «хет-трик» в карьере. Всего за сезон Нанду забил 14 голов в 27 матчах став лучшим бомбардиром команды и установив свой личный рекорд результативности. Вдобавок к этому «Аугсбург» занял 2-е место и впервые в своей истории вышел в первую Бундеслигу.
Новый сезон начался для Нанду неудачно получив в межсезонье травму, он потерял место в основном составе и за весь первый круг принял участие только в двух матчах.

#### «Бохум»
23 июня 2015 года Рафаэл подписал контракт на один год с «Бохумом».

### Карьера в сборной
Ещё в 2003 году Ангольская федерация футбола высказывала свою заинтересованность в том, чтобы молодой форвард выступал за сборную своей родины. Однако, сам Нанду хотел получить нидерландское гражданство и выступать за «оранжевых».
В марте 2005 года АФФ вновь пыталась привлечь Рафаэля в свою сборную. Но уже летом Нанду получил немецкий паспорт и стал выступать за молодёжную сборную Германии. Нанду помог немецкой «молодёжке» пройти отбор к молодёжному чемпионату Европы 2006 года и был включён в состав сборной на финальный турнир. На турнире Рафаэл сыграл во всех 3 матчах, но немцы заняли 3-е место в группе и не смогли выйти даже из группы. Почти сразу после окончания чемпионата Нанду перестал вызываться в молодёжную сборную. Всего на его счету 5 голов в 13 матчах за молодёжный состав «бундестим».
В начале 2012 года главный тренер ангольцев Литу Видигал неожиданно включил Нанду, не сыгравшего до этого ни одного матча за сборную в предварительный список игроков на кубок африканских наций, хотя ФИФА ещё официально не разрешила ему выступать за африканскую сборную. Несмотря на отсутствие официального разрешения Рафаэл был включён в окончательный состав своей сборной на предстоящий турнир. 25 января Нанду наконец получил официальное разрешение выступать за Анголу. И уже на следующий день состоялся его дебют. В матче кубка африканских наций с Суданом Рафаэл вышел на поле сразу после перерыва заменив Флавиу, но уже на 73-й минуте он получил травму плеча и был заменён на Жозе Вингидику. Несмотря на полученную травму Нанду принимал участие в тренировках перед следующим матчем. В последнем матче группового этапа с Кот-д’Ивуаром Нанду появился на поле лишь на 66-й минуте вместо Андре Маканги, за оставшееся время Нанду ничем не проявил себя и Ангола проиграла матч со счётом 0:2. А так как в параллельном матче Судан выиграл матч у Буркина-Фасо, ангольцы, заняв 3-е место, покинули турнир уступив суданцам по разнице забитых и пропущенных мячей.

## Достижения

### Командные
«Боруссия» (Мёнхенгладбах)
- Чемпион второго дивизиона Германии: 2008

## Клубная статистика
| Клуб                        | Дивизион           | Сезон            | Национальный чемпионат | Национальный чемпионат | Национальный кубок | Национальный кубок | Кубок лиги | Кубок лиги | Кубок УЕФА | Кубок УЕФА | Итого | Итого |
| Клуб                        | Дивизион           | Сезон            | Игры                   | Голы                   | Игры               | Голы               | Игры       | Голы       | Игры       | Голы       | Игры  | Голы  |
| --------------------------- | ------------------ | ---------------- | ---------------------- | ---------------------- | ------------------ | ------------------ | ---------- | ---------- | ---------- | ---------- | ----- | ----- |
| Герта (Берлин)              | Бундеслига         | 2002/03          | 6                      | 2                      | 0                  | 0                  | 0          | 0          | 1          | 0          | 7     | 2     |
| Герта (Берлин)              | Бундеслига         | 2003/04          | 24                     | 5                      | 3                  | 1                  | 0          | 0          | 0          | 0          | 27    | 6     |
| Герта (Берлин)              | Бундеслига         | 2004/05          | 28                     | 6                      | 2                  | 0                  | 0          | 0          | 0          | 0          | 30    | 6     |
| Герта (Берлин)              | Бундеслига         | 2005/06          | 12                     | 3                      | 1                  | 0                  | 1          | 0          | 5          | 1          | 19    | 4     |
| Герта (Берлин)              | Итого              | Итого            | 70                     | 16                     | 6                  | 1                  | 1          | 0          | 6          | 1          | 83    | 18    |
| Боруссия (Мёнхенгладбах)    | Бундеслига         | 2005/06          | 14                     | 3                      | 0                  | 0                  | 0          | 0          | 0          | 0          | 14    | 3     |
| Боруссия (Мёнхенгладбах)    | Бундеслига         | 2006/07          | 19                     | 3                      | 2                  | 0                  | 0          | 0          | 0          | 0          | 21    | 3     |
| Боруссия (Мёнхенгладбах)    | Вторая Бундеслига  | 2007/08          | 12                     | 3                      | 1                  | 0                  | 0          | 0          | 0          | 0          | 13    | 3     |
| Боруссия (Мёнхенгладбах)    | Итого              | Итого            | 45                     | 9                      | 3                  | 0                  | 0          | 0          | 0          | 0          | 48    | 9     |
| Боруссия (Мёнхенгладбах) II | Регионаллига Север | 2006/07          | 2                      | 0                      | 0                  | 0                  | 0          | 0          | 0          | 0          | 2     | 0     |
| Боруссия (Мёнхенгладбах) II | Оберлига Нордрейн  | 2007/08          | 1                      | 0                      | 0                  | 0                  | 0          | 0          | 0          | 0          | 1     | 0     |
| Боруссия (Мёнхенгладбах) II | Итого              | Итого            | 3                      | 0                      | 0                  | 0                  | 0          | 0          | 0          | 0          | 3     | 0     |
| Орхус                       | Суперлига          | 2008/09          | 17                     | 5                      | 2                  | 1                  | 0          | 0          | 0          | 0          | 19    | 6     |
| Орхус                       | Суперлига          | 2009/10          | 16                     | 5                      | 0                  | 0                  | 0          | 0          | 0          | 0          | 16    | 5     |
| Орхус                       | Итого              | Итого            | 33                     | 10                     | 2                  | 1                  | 0          | 0          | 0          | 0          | 35    | 11    |
| Аугсбург                    | Вторая Бундеслига  | 2009/10          | 10                     | 4                      | 2                  | 1                  | 0          | 0          | 0          | 0          | 12    | 5     |
| Аугсбург                    | Вторая Бундеслига  | 2010/11          | 27                     | 14                     | 3                  | 4                  | 0          | 0          | 0          | 0          | 30    | 18    |
| Аугсбург                    | Бундеслига         | 2011/12          | 5                      | 2                      | 1                  | 0                  | 0          | 0          | 0          | 0          | 6     | 2     |
| Аугсбург                    | Итого              | Итого            | 42                     | 20                     | 6                  | 5                  | 0          | 0          | 0          | 0          | 48    | 25    |
| Всего за карьеру            | Всего за карьеру   | Всего за карьеру | 193                    | 55                     | 17                 | 7                  | 1          | 0          | 6          | 1          | 217   | 63    |

По состоянию на 14 апреля 2012

## Статистика в сборной
| № | Дата           | Место проведения | Соперник    | Счёт | Голы | Турнир                       |
| 1 | 26 января 2012 | Малабо           | Судан       | 2:2  | -    | Кубок африканских наций 2012 |
| 1 | 30 января 2012 | Малабо           | Кот-д’Ивуар | 0:2  | -    | Кубок африканских наций 2012 |

Итого: 2 матча; 1 ничья, 1 поражение.
| №  | Дата            | Место проведения       | Соперник            | Счёт | Голы | Турнир                           |
| 1  | 2 сентября 2005 | Трир                   | Азербайджан         | 2:0  | -    | Отборочный матч к МЧЕ 2006       |
| 2  | 6 сентября 2005 | Майнц                  | Англия              | 1:1  | -    | Отборочный матч к МЧЕ 2006       |
| 3  | 7 октября 2005  | Брауншвейг             | Уэльс               | 4:0  | 2    | Отборочный матч к МЧЕ 2006       |
| 4  | 11 октября 2005 | Санкт-Файт-ан-дер-Глан | Австрия             | 3:0  | -    | Отборочный матч к МЧЕ 2006       |
| 5  | 11 ноября 2005  | Угерске-Градиште       | Чехия               | 2:0  | 1    | Отборочный матч к МЧЕ 2006       |
| 6  | 15 ноября 2005  | Леверкузен             | Чехия               | 1:0  | 1    | Отборочный матч к МЧЕ 2006       |
| 7  | 28 февраля 2006 | Вольфсбург             | Латвия              | 1:2  | 1    | Товарищеский матч                |
| 8  | 17 мая 2006     | Дутинхем               | Нидерланды          | 2:2  | -    | Товарищеский матч                |
| 9  | 23 мая 2006     | Барселуш               | Сербия и Черногория | 1:0  | -    | Молодёжный чемпионат Европы 2006 |
| 10 | 25 мая 2006     | Гимарайнш              | Франция             | 0:3  | -    | Молодёжный чемпионат Европы 2006 |
| 11 | 28 мая 2006     | Гимарайнш              | Португалия          | 0:1  | -    | Молодёжный чемпионат Европы 2006 |
| 12 | 15 августа 2006 | Меппен                 | Нидерланды          | 2:2  | -    | Товарищеский матч                |
| 13 | 1 сентября 2006 | Лурган                 | Северная Ирландия   | 3:2  | -    | Отборочный матч к МЧЕ 2007       |

Итого: 13 матчей / 5 голов; 7 побед, 3 ничьих, 3 поражения.
| Год   | Матчи КАН | Матчи КАН | Итого | Итого |
| Год   | Игры      | Голы      | Игры  | Голы  |
| ----- | --------- | --------- | ----- | ----- |
| 2012  | 2         | 0         | 2     | 0     |
| Итого | 2         | 0         | 2     | 0     |

По состоянию на 14 апреля 2012